# Mars Telecommunications Orbiter
Mars Telecommunications Orbiter (MTO) est un projet de mission spatiale vers Mars  étudié par la NASA au début des années 2000, par la suite annulé pour des raisons financières. Elle devait servir de relais de télécommunication entre les différents engins spatiaux (orbiteur, atterrisseur et rover) situés à la surface de Mars et les stations sur Terre. 

## Historique du projet
Au début des années 2000 la NASA étudie le développement d'un satellite qui serait placé en orbite autour de Mars pour jouer le rôle de relais de télécommunication. Cet engin paraissait nécessaire compte tenu de l'obsolescence progressive des satellites non spécialisés et assumant la fonction de relais et de l'énorme quantité d'informations scientifiques qui doivent être envoyés vers la Terre par les atterrisseurs comme le Mars Science Laboratory. La présence d'un tel satellite aurait également permis de réduire les équipements de télécommunications des autres engins martiens et de permettre une retransmission en temps réel des télémesures transmises par les engins durant les phases d'atterrissage ou de décollage de la surface de Mars.
Le projet étudié est annulé en 2005 pour des raisons budgétaires. Il fallait à l'époque, avec un budget contraint, remplir d'autres objectifs à court terme, dont une mission de maintenance du télescope spatial Hubble, la prolongation des missions Mars Exploration Rover (les rovers Spirit et Opportunity), s'assurer que Mars Science Laboratory soit lancé en 2009, et sauver la mission scientifique Glory.

## Caractéristiques du projet
MTO devait se placer en orbite autour de Mars en 2010 et devait pendant 10 ans (mission primaire) transmettre vers la Terre les données reçues des différents engins orbitant ou à la surface de Mars :
- rovers ou atterrisseurs travaillant à la surface de Mars émettant en bande UHF (64 kbit/s) ou bande X avec une antenne directionnelle (jusqu'à 4 Mbit/s)
- petits atterrisseurs et aérobots en bande UHF (64 kbit/s)
- engins martiens durant les phases critiques de leur mission (descente ou remontée de la surface de Mars) en bande UHF ou bande X

La retransmission vers la Terre devait pouvoir se faire :
- avec un émetteur radio classique utilisant une antenne grand gain en bande X (50 à 500 kbit/s) et en bande Ka (350 à 6000 kbit/s)
- de manière expérimentale par un système de télécommunication optique utilisant un laser

## Caractéristiques techniques
Le satellite d'une masse approximative de 1,5 tonne disposait d'une grande capacité de stockage des données (350 Gbits). L'énergie devait être fournie par des panneaux solaires orientables déployés en orbite d'une surface de 14 m². 
Les antennes de type moyen gain de l'émetteur/récepteur radio Electra UHF/X tourné vers Mars devaient être montées sur une plateforme orientable avec deux degrés de liberté. L'émetteur radio en bande Ka avait une puissance de 35 W. Un émetteur Ka expérimental de 100 W avait également été envisagé. L'émetteur en bande X avait une puissance de 15 W. Dans les deux cas les émissions radio devaient utiliser une antenne grand gain de 2,5 m de diamètre. Elles sont reçues sur Terre par les antennes paraboliques de 24 mètres de diamètre du Deep Space Network.
Le système de transmission optique devait utiliser un laser expérimental de 5 W associé à une optique dotée d'une ouverture de 30 centimètres. Les émissions devaient être captées par différents types de télescope à grande et moyenne ouverture ainsi que des réseaux de télescopes aux caractéristiques géographies et techniques variées pour évaluer cette nouvelle technologie.

## Successeurs proposés
Après l'annulation de Mars Telecommunications Orbiter, une mission plus large a été proposée comme Mars Science and Telecommunications Orbiter. Toutefois, cette mission a été rapidement critiquée comme manquant d'objectifs bien définis. Une autre mission a depuis été proposée, Mars Trace Gas Mission du programme ExoMars. La capacité de communication fournie par les missions scientifiques Mars Reconnaissance Orbiter et Mars Express a démontré que les satellites relais dédiés peuvent être inutiles dans un proche avenir. Le projet de la NASA Mars 2022 orbiter, étudié au milieu des années 2010, reprend les mêmes objectifs.  